# Jacques Mouton
Jacques Valère Victor Joseph Mouton (Luik, 16 januari 1888 - aldaar, 21 februari 1958) was een Belgisch schutter.

## Levensloop
Mouton nam deel aan de Olympische Zomerspelen van 1924 te Parijs. Met het Belgische team (voorts bestaande uit Emile Dupont, Henri Quersin, Louis Van Tilt, Louis D'Heur en Albert Bosquet) werd hij vierde in het onderdeel 'kleiduifschieten team'.